# 杨妃 (唐太宗)
杨妃（?—?），隋炀帝的女儿，唐太宗的妃嫔，生吴王李恪、蜀王李愔。

## 生平
杨氏的生年不详，生母不明。史书亦未記录她作为公主和妃嬪的具体徽號。大业末年天下大乱，隋政权动摇。史书中对其的生平遭遇记载甚少，仅在其子吴王李恪的立传提及，唯有寥寥数语。
大业十四年（618年），父亲隋炀帝在江都被叛军所杀。而根据她儿子李恪的生年（武德二年，619年）推测，她在至少應出生於大業初年甚至更早，但最晚應不晚於大業三年，以及在武德初年成为李世民的妾室。
武德九年（626年），政变成功后的李世民登基为帝。从“杨妃”这一称谓推测，杨氏应当在李世民登基后获得了正式的“妃”的封号，属于四夫人（四妃）之一。在唐朝后妃中，四夫人是仅次于皇后的等级，但她的具体封号不详，何时获得亦不可考。四夫人分别是“贵妃”、“淑妃”、“德妃”、“贤妃”，除“贵妃”外，其他都有可能是杨氏的封号。
杨氏的墓葬不明，何时逝世亦不详。仅知未陪葬昭陵。

## 影视作品
| 年份 | 劇名           | 演員   | 剧中稱謂     |
| 1993 | 唐太宗李世民   | 傅艺伟 | 杨吉儿、杨妃 |
| 2001 | 大唐情史       | 颜丹晨 | 杨妃         |
| 2004 | 秦王李世民传奇 | 高圆圆 | 若惜公主     |
| 2006 | 开创盛世       | 孙菲菲 | 月容公主     |
| 2007 | 贞观长歌       | 席与立 | 杨妃         |
| 2012 | 隋唐英雄1、2   | 孫耀琦 | 如意公主     |
| 2014 | 隋唐英雄3、4   | 蒋林静 | 杨妃         |
| 2014 | 武媚娘传奇     | 周海媚 | 杨淑妃       |
| 2020 | 天下长安       | 侯亞辰 | 杨曦、杨妃   |
| 2021 | 驪歌行         | 刘敏   | 杨氏、顏妃   |